# 普馬蘭拉山 (萬坦-拉勞斯)
12°26′58″S 75°44′35″W / 12.44944°S 75.74306°W
普馬蘭拉山（Puma Ranra），是秘魯的山峰，位於該國中南部利馬大區，由萬坦區和拉勞斯區負責管轄，屬於秘魯中部山脈的一部分，海拔高度5,200米。